# 大明里 (臺中市)
大明里，位於大里區北側。

## 里名由來
因其境內南側的大明路而得名。

## 地理
大明里劃分為21鄰，1734戶，總人口5137人（台中縣大里市戶政事務所民國101年10月底戶口統計）。本里以中興路與日新里為界，西至國光路與永隆里毗連，南隔大明路與西榮里和東興里相鄰，北界旱溪與南區對望。

## 行政區劃沿革
日治時期隸屬大屯郡大里庄涼傘樹大字。二次大戰結束後，國民政府接收臺灣，行政區歷經多次調整。民國91年（2002年），析祥興、東興和西榮里各一部分置大明里。

### 書籍
- 《臺灣地名辭書》卷十二《臺中縣》第二冊，第14-15頁

### 外部連結
- 臺中市大里區公所 沿革